# Japanse reuzenhoornaar
De Japanse reuzenhoornaar (Vespa mandarinia japonica) is een hoornaar en een ondersoort van de Aziatische reuzenhoornaar. In Japan staat deze soort bekend als ōsuzumebachi (おおすずめばち, 大雀蜂, 大胡蜂).  
Het is een insect dat meer dan 4 cm lang kan worden, met een spanwijdte van meer dan 6 cm. Het kopstuk is groot en geel. Het borststuk is donkerbruin en er lopen gele en bruine banden over. De Japanse reuzenhoornaar heeft drie enkelvoudige ogen tussen zijn twee facetogen. De Japanse reuzenhoornaar is endemisch in Japan en nestelt in holle bomen.
De Japanse reuzenhoornaar heeft een angel van 6,25 mm lang. Bij een steek wordt gif geïnjecteerd dat het zenuwstelsel en de huid van het slachtoffer aantast. Een steek is pijnlijk en het slachtoffer heeft daarna medische hulp nodig. Gemiddeld sterven er veertig mensen per jaar door een anafylactische shock na een steek van dit insect.